# Červená linka (metro v Dillí)

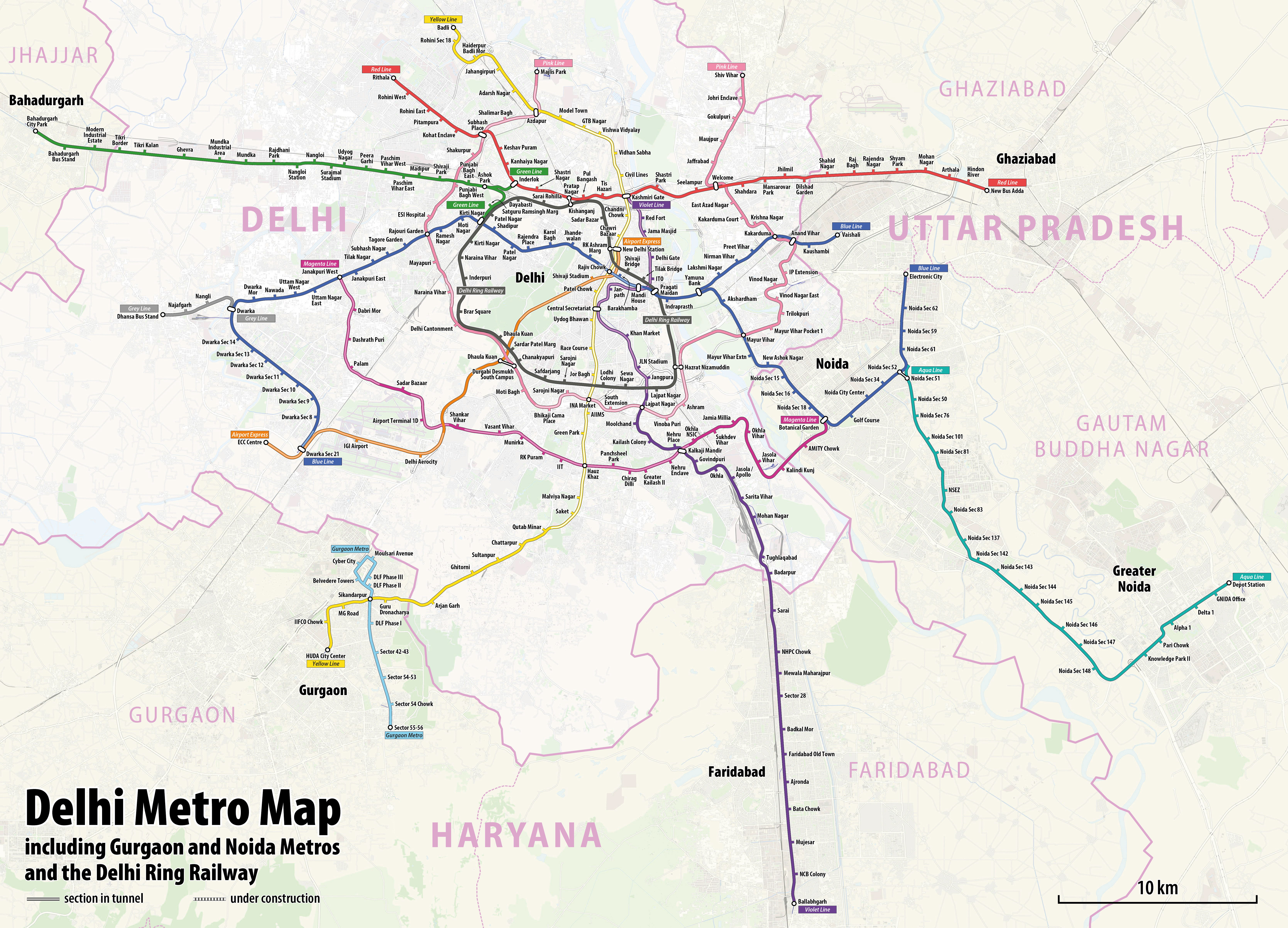
Plán metra v Novém Dillí

Červená linka je linka metra v Novém Dillí. Jako celý systém má široký rozchod kolejí 1 676 mm. Její první část mezi stanicemi Shahdara a Tis Hazari byla otevřena v roce 2002, tedy jako vůbec první úsek metra ve městě.

## Délka tratě a stanice
Linka je dlouhá 25,15 km a má 21 stanic: Dilshad Garden (hindsky दिलशाद गार्डन), Jhilmil (झिलमिल कालोनी), Mansarovar Park (मानसरोवर पार्क), Shahdara (शाहदरा), Welcome (वेलकम), Seelampur (सीलमपुर), Shastri Park (शास्त्री पार्क), Kashmere Gate (přestup na žlutou; कश्मीरी गेट), Tis Hazari (तीस हजारी), Pul Bangash (पुल बंगाश), Pratap Nagar (प्रताप नगर), Shastri Nagar (शास्त्री नगर), Inderlok (přestup na zelenou; इंदरलोक), Kanhiya Nagar (कन्हैया नगर), Keshav Puram (केशव पुरम), Netaji Subhash Place (नेताजी सुभाष प्लेस), Kohat Enclave (कोहाट एंक्लेव), Pitam Pura (पीतमपुरा), Rohini East (रोहिणी पूर्व), Rohini West (रोहिणी पश्चिम) a Rithala (रिठाला).

## Historie
Dne 25. prosince 2002 byl otevřen první úsek červené linky mezi stanicemi Shahdara a Tis Hazari. Dne 3. října 2003 došlo k prodloužení linky ze stanice Tis Hazari do stanice Inderlok, dne 31. března 2004 byl zprovozněn zbylý úsek ze stanice Inderlok do stanice Rithala. K poslednímu prodloužení linky došlo 4. června 2008, jednalo se o úsek Shahdara – Dilshad Garden.